# S!メール
S!メール（エス！メール）とは、ソフトバンクが自社の携帯電話向けに提供するMMS機能の名称であり、SoftBank 3G向けYahoo!ケータイに付随するサービスの一つである。

## 概要
S!ベーシックパック内の1機能であり、S!ベーシックパックを契約をすることにより利用が可能。
独自のプッシュ型Eメールを採用する競合他社とは違い、国際標準的なMMS(マルチメディアメッセージングサービス)そのものである。そのため、ファイル添付や長文が可能な高機能メールでありながらソフトバンクモバイル内や、海外電気通信事業者のMMS対応携帯電話とは電話番号のみでのメッセージ送受信が可能である。また、同時に電子メールアドレスも付加される事により×××@softbank.ne.jpドメインでのプッシュ型電子メールサービスとしても利用することができる。また、×××@i.softbank.jpドメインなどもある。
ボーダフォン時代は、単にMMSと呼ばれていたが、ソフトバンクモバイルに社名変更後は、S!メールとなった。
現在は、全角30,000文字程度の送受信が可能となり、一部機種では、最大2MBの添付の送受信が可能となっている。添付ファイルには写真や動画のほかに、WordやExcel、PDFなども可能となっている。また通常のEメールをケータイメールと同じような感覚で送受信したりすることも可能になった。「カメラ付きケータイ」と共に、写メールやムービー写メールなどを大手3社の中で初めて開始した。
メールの種類は、S!メール（MMS）の他に、SMSもあるが、分類としては別のものである。
|                          | SMS        | S!メール                |
| ------------------------ | ---------- | ----------------------- |
| 最大文字数               | 全角70文字 | 全角30,000文字          |
| ファイル添付可能容量     | -          | 300KBまたは1MBまたは2MB |
| Eメール宛送信            | ×          | ○                       |
| 件名                     | ×          | ○                       |
| S!ベーシックパック申込み | 不要       | 必要                    |

送受信には3GまたはLTE接続が必要で、Wi-Fiでは使用できない。2012年4月にソフトバンクモバイルの孫正義社長がWi-Fi・外部インターネットからのアクセスなどに近い将来対応することを表明した。

## サービス
- 大容量ファイル添付機能

同社では、ボーダフォン時代から3G機種のメール添付容量を300KBとしていたが、2009年春モデルから最大1MBまでの添付ファイルを送受信することが可能になった。その後の2009年秋冬モデルからは2MBまでの添付ファイルを送受信することが可能になった。
- - 大容量の写真やムービーは圧縮され1MBに収める機能や従来の300KBまでしか受信できない機種向けに300KB以下に抑える機能もある。
  - 300KBのメールを作成するか1MBのメールを作成するか決めることができる。

※ 当然であるが、1-2MB相当のファイルを添付するとパケット通信料も増えることになる。
- ムービー写メール・写メール

同社がJ-フォン時代に初めて、カメラを搭載し、撮影した写真をメールで送るという機能を行った。その後広く普及し、NTTドコモやauでも同様のサービスを開始した。
なお、「写メ」という言葉は、ここから来ている。またこの言葉は、J-フォン（現・ソフトバンクモバイル）の商標でもある。
- - 「ムービー写メール」は、30秒-1分（200×150）程度のムービーを添付できる。
  - 「写メール」は、撮影した静止画を、そのまま添付して送ったり、アレンジを加えてから送信するなどが行える。
- デコレメール（旧称:アレンジメール）
  - 背景、文字などに色をつけたり大きさを変えたり、任意の場所に写真を張り付けるなどのデコレーションができる。
  - S!メール、HTMLメール非対応機種や2G携帯、デコレメール非対応機種には、デコレメールを閲覧するためのURLが添付される。

デコレメール非対応機向けURL付与サービス終了について
2010年11月1日にデコレメール非対応機向けにデコレメールを閲覧可能にさせるURL付与サービスを終了。
尚、サービス終了後もメール本文内に表示されている保存期限まではURLにアクセスしデコレメールの閲覧が可能。
- フィーリングメール
  - 件名の最初に、特定の絵文字を入力することにより、受信した側の携帯電話機がこの機能に対応していれば、インフォメーションランプの色などによって送信側の「気持ち」を表現する機能。
- デルモジ表示
  - 受信した電子メールに含まれている絵文字や顔文字を自動的に3D画像に変換して表示する機能。変換はこの機能に対応する端末側で行われるため、送信元が何であるかは問わない。
- PCメール

2008年の春モデルから順次対応し、特殊な設定をすれば、Yahoo!メールなどを受信することもできる。
- - ケータイにパソコンのメールを受信できる機能。

## メールアドレス
新規契約時には、ドメイン以前はランダムに並べられた英数字（10-13文字程度）となっている。契約からすぐに、メールアドレスを変えることが可能になる。
現在使われているドメインは、 ×××@softbank.ne.jp であるが、同ドメイン以外にも、ボーダフォン時代の ×××@×.vodafone.ne.jp や、J-フォン時代の ×××@jp-×.ne.jp も使用できる（ロングメール、スーパーメールを含む）。
なお、2014年から2015年にかけて、Y!mobileブランドで使用されているドメインを、SoftBankブランド契約に変更した際に、旧イー・アクセス系契約などの一部ドメインを除き、そのまま継承させることが可能になっている(逆は不可)。